# Єгоркинське сільське поселення (Шумерлинський район)
Єго́ркинське сільське поселення (рос. Егоркинское сельское поселение) — муніципальне утворення у складі Шумерлинського району Чувашії, Росія. Адміністративний центр — присілок Єгоркино.

## Населення
Населення — 783 особи (2019, 1061 у 2010, 1429 у 2002).

## Склад
До складу поселення входять такі населені пункти:
| Населений пункт       | Населення, осіб (2002) | Населення, осіб (2010) |
| --------------------- | ---------------------- | ---------------------- |
| Єгоркино, присілок    | 639                    | 536                    |
| Малиновка, селище     | 60                     | 37                     |
| Пояндайкіно, присілок | 458                    | 322                    |
| Савадеркіно, присілок | 269                    | 166                    |
| Яхайкіно, селище      | 3                      | 0                      |